# Gräsvikens kapell, Trollhättan
Gräsvikens kapell är en kyrkobyggnad i Trollhättans kommun. Den tillhör Trollhättans församling i Skara stift. 

## Kyrkobyggnaden
Träkapellet uppfördes 1982 efter ritningar av Björn Alfredsson vid Ydeskogs Arkitektbyrå och invigdes 1982 av biskop Helge Brattgård. Den enkla byggnaden är inspirerad av stavkyrkor med fasad av okantade brädor och ett brant sadeltak. Interiören domineras av en stor ljuskrona i smide. 
Bredvid kapellet ligger även en kurs- och lägergård som ägs och drivs av Svenska kyrkan i Trollhättan. Anläggningen ligger vid sjön Öresjö, omkring 10 kilometer från Trollhättan.